# Utetheisa menoni
Utetheisa menoni är en fjärilsart som beskrevs av Bhattacherjee och Gupta 1969. Utetheisa menoni ingår i släktet Utetheisa och familjen björnspinnare. Inga underarter finns listade i Catalogue of Life.